# Summer World University Games 2025/Teilnehmer (Malta)
| Gelbes Symbol für Goldmedaillen mit stilisierten Olympischen Ringen | Graues Symbol für Silbermedaillen mit stilisierten Olympischen Ringen | Braundes Symbol für Bronzemedaillen mit stilisierten Olympischen Ringen |
| ------------------------------------------------------------------- | --------------------------------------------------------------------- | ----------------------------------------------------------------------- |
| —                                                                   | —                                                                     | —                                                                       |

Malta nahm an den Summer World University Games 2025 vom 16. bis zum 27. Juli mit 12 Athleten (6 Männer, 6 Frauen) teil.

## Teilnehmer nach Sportarten

### Badminton
| Männer - Samuel Cassar (Einzel, Mixed-Doppel) | Frauen - Francesca Clark (Einzel, Mixed-Doppel) - Elenia Haber (Einzel) |

### Judo
| Frauen - Katryna Esposito (Klasse bis 48 kg) |

### Leichtathletik
| Männer - Beppe Grillo (200 m) - Matthew Galea (400 m, 4 × 400 m Mixed-Staffel) - Jordan Pace (400 m Hürden) - Isaac Bonnici (800 m, 4 × 400 m Mixed-Staffel) | Frauen - Mireya Bugeja (1500 m, 4 × 400 m Mixed-Staffel) - Martha Spiteri (400 m, 4 × 400 m Mixed-Staffel) - Rachela Pace (Dreisprung) |

### Tennis
| Männer - Alex De Gabriele (Einzel) |